# Місен
Місен, також Мізен (грец. Μισηνός) — супутник Одіссея, за іншими версіями, товариш і сурмач Гектора, після загибелі якого став супутником Енея.
Коли кораблі Енея стояли біля берегів Кампанії, Місен похвалився, що він кращий сурмач, ніж боги. Почувши це, обурений Тритон так засурмив у свою мушлю, що Місен від сили звуку впав у море й потонув. Похований біля Кумської гавані на мисі, що став зватися його ім'ям (мис Мізенум або Мізенський мис). Історія Місена описана Вергілієм у шостій книзі «Енеїди».